# Майнер, Кейт
Кэ́трин Бэни́стер «Кейт» Ма́йнер (англ. Kathrine Banister «Kate» Miner), в девичестве — Джо́нсон (англ. Johnson; 7 сентября 1984, Миннеаполис, Миннесота, США) — американская актриса и фотомодель.

## Биография
Кэтрин Бэнистер Джонсон (имя Кейт Майнер при рождении) родилась 7 сентября 1984 года в Миннеаполисе (штат Миннесота, США), но в настоящее время она проживает в Лос-Анджелесе (штат Калифорния).

## Карьера
Кейт дебютировала в кино в 2002 году, сыграв роль Тэми в эпизоде «Глава 37» телесериала «Общественность Бостона». В 2004 году Майнер сыграла роль Мишель в телесериале «Дрейк и Джош». Всего она сыграла в 34-х фильмах и телесериалах.
Также Кейт является фотомоделью и она сотрудничала с «Skechers», «Levi's», «Abercrombie & Fitch», «Hollister», «Zinc», «Fabrizio Gianni», «DKNY» и другими.

## Личная жизнь
С 26 августа 2012 года Кейт замужем за актёром Джастином Майнером.

## Избранная фильмография
| Год       |   | Русское название                     | Оригинальное название                    | Роль                                |
| --------- | - | ------------------------------------ | ---------------------------------------- | ----------------------------------- |
| 2002      | с | Общественность Бостона               | Boston Public                            | Тэми                                |
| 2004      | с | Малкольм в центре внимания           | Malcolm in the Middle                    | Кэти                                |
| 2004      | с | Дрейк и Джош                         | Drake & Josh                             | Мишель                              |
| 2004—2005 | с | Вечное лето                          | Summerland                               | глазеющая девушка                   |
| 2004—2009 | с | C.S.I.: Место преступления Майами    | CSI: Miami                               | молодая горячая детка/Хэйли Коллинз |
| 2005      | с | Дерзкие и красивые                   | The Bold and the Beautiful               | модель Форрестера                   |
| 2007      | с | Дурнушка                             | Ugly Betty                               | модель № 4                          |
| 2007      | с | Скорая помощь                        | ER                                       | Марша                               |
| 2008      | с | Жизнь как приговор                   | Life                                     | Бетани Грэй                         |
| 2009      | ф | Зажги этим летом!                    | Fired Up!                                | Дженнифер                           |
| 2010      | с | Неизвестные лица                     | Persons Unknown                          | Тори Фэйрчайлд                      |
| 2010      | с | Адские кошки                         | Hellcats                                 | Кэрол                               |
| 2011      | с | Тайная жизнь американского подростка | The Secret Life of the American Teenager | Дон                                 |
| 2012      | с | C.S.I.: Место преступления Нью-Йорк  | CSI: NY                                  | Эва Хаттон                          |
| 2012      | ф | Грязная кампания за честные выборы   | The Campaign                             | Шэна                                |
| 2012      | с | Скандал                              | Scandal                                  | Дженна Ньюхолл                      |
| 2013      | с | Необходимая жестокость               | Necessary Roughness                      | Шира Кейн                           |
| 2018—2021 | с | Бесстыдники                          | Shameless                                | Тами Тамиетти                       |